# ضريح سيدي موسى
ضريح سيدي موسى الدكالي، المعروف أيضا بسيدي موسى، هو ضريح للولي الصالح سيدي موسى الدكالي، يطل على المحيط الأطلسي، بمدينة سلا في المغرب. يعتبر هذا الضريح من المباني التاريخية والمواقع والمناطق المرتبة في عداد الآثار بعمالة سلا، وهو مسجل ضمن مباني التراث الوطني المغربي، حسب قرار وزاري بتاريخ 16 أكتوبر 1948، صدر في الجريدة الرسمية المغربية رقم 1882 يوم 19 نوفمبر 1948.
ارتبط الضريح مؤخرا بأعمال سحر وشعودة تجري داخله، جلبت انتقادات عدة فعاليات محلية من المنطقة.

## سيرة سيدي موسى
بني الضريح نسبة للولي الصالح سيدي موسى الدكالي، الذي توفي سنة 580 للهجرة.
كان سيدي موسى الدكالي يعيش منعزلا ويأكل من سمك البحر، والبقول. كان يقطن أول الأمر في فندق الزيت في عصره، والذي أصبح مدرسة ومارستانا في عهد أبي عنان، ثم دارا للقاضي بعد الحرب العالمية الأولى.
توفي أبو موسى الدكالي برياض بني العشرة، ثم نقلت رفاته ملالة بنت زيادة الله بعد أسبوع في مكانه الحالي خارج أسوار سلا، وبنت عليه قبة ضخمة، رممت بعد خمسة قرون، في عصر المولى اسماعيل.
أطلق اسم سيدي موسى على الشارع المحيط بالضريح في الجزء الشمالي خارج أسوار المدينة العتيقة لسلا.